# Frederick Low
Frederick Ferdinand Low (Winterport, 30 juni 1828 – San Francisco, 21 juli 1894) was een Amerikaans politicus van de Republikeinse Partij. Low zetelde van 3 juni 1862 tot 3 maart 1863 namens Californië in het Huis van Afgevaardigden. Van 10 december 1863 tot 5 december 1867 was hij de 9e gouverneur van Californië. Tijdens zijn ambtstermijn werd de Yosemite Grant gesticht en werden de plannen voor de Universiteit van Californië uitgewerkt. Van 1869 tot 1874 diende Frederick Low ten slotte als ambassadeur in China.